# Библейские песни
Библе́йские пе́сни, Проро́ческие пе́сни, ᾠδαί — несколько поэтических отрывков из Библии, апокрифов и раннехристианских текстов,  вошедшие в богослужебную практику. Девять песней, вошедшие в Типикон, заимствованы из греческой Септуагинты, в которой книга под названием «Песни» (др.-греч. ᾠδαί) помещается после Псалтири. В разные варианты этого набора (самый ранний из известных приведён в Александрийском кодексе) входит 14—15 песней. В славянской Библии такая книга отсутствует; вместо неё после Псалтири размещаются ссылки на книги и стихи девяти библейских песен.
Каждая песнь эмоционально описывает то или иное событие и может являться пророчеством. Библейские песни используются в богослужении Православной церкви; девять песней являются в гимнографии основанием для ирмосов канонов, а их отдельные стихи — припевами к каждому тропарю соответствующих песен этих канонов.

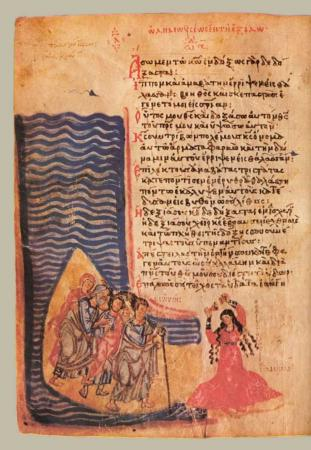
Хлудовская псалтырь Первая пророческая песнь.

## Первая песнь
Исх. 15:1–19 в Псалтири имеет название: «Вку́пе погрузи́в фарао́на, Моисе́й глаго́лет: Го́сподеви пое́м, сла́вно бо просла́вися.»
Согласно книге Исход после десяти казней египетских фараон отпускает еврейский народ в Землю Обетованную, но вскоре меняет свою решение и отправляется в погоню за ним, желая вернуть евреев в рабство. Войско египетское догоняет евреев у Чермного моря, а евреям идти некуда. Тогда пророк Моисей, вождь еврейского народа, возносит молитву Богу и простирает руку над водой: море расступается; еврейский народ проходит по дну моря как по суше, фараон и его войско тонет в море. В благодарность Богу за избавление от фараона и рабства Моисей воспел эту песнь. Затем Мириам берёт тимпан, а за ней вслед еврейские женщины и поют песнь Моисея перед еврейским народом. Эта песнь и является первой песнью Псалтыри.
В толковании Православной Церкви, например Феодорита Кирского, переход евреев через Чермное море это прообраз святого Крещения: как воды Чермного моря избавили евреев (народ Израиля) от фараона и египетского рабства, так и воды святого Крещения избавляют христиан (народ Нового Израиля) от диавола и рабства греху. Моисей, спасающий евреев от фараона, это прообраз Христа Спасителя. А жезл Моисея, которым он ударил по воде, разделив их и освободив путь евреям на свободу, это прообраз Креста Христова, при помощи которого верующие в Иисуса вступают новым путём и обретают свободу от греха и смерти.

## Вторая песнь
Втор. 32:1–43 в Псалтири имеет название: «Пе́снь Моисе́ова о второзако́нии.»
В книге Второзаконие повествуется о том, как Моисей перед своей смертью призвал Иисуса Навина и старейшин израилевых и дал им духовное завещание. Это завещание в Библии называется песнью. В песне содержится будущее пророчество о судьбе еврейского народа.
Согласно толкованию Феодорита Кирского слова последнего стиха этой песни: «Весели́тесь, небеса́, вместе с Ним, и поклонитесь Ему, все Ангелы Божии.» — это пророчество о пришествии Христа в мир и поклонение ангелов Ему, согласно Евангелию от Луки: «И внезапно явилось с Ангелом многочисленное воинство небесное, славящее Бога и взывающее: слава в вышних Богу, и на земле мир, в человеках благоволение!» (Лк. 2:13–14); а следующие слова этого же стиха: «Веселитесь, язычники, с народом Его и да укрепятся все сыны Божии» — это пророчество о том, что тысячи иудеев во главе с апостолами уверуют в Спасителя и Евангелие и принесут христианскую веру языческим народам.
Вторая песнь имеет скорее скорбный характер и исполняется очень редко:
1. в первые четыре дня Великого поста и на утрени четверка Пятой седмицы в составе Великого покаянного канона преподобного Андрея Критского,
2. каждый вторник Святой Четыредесятницы,
3. по вторникам в составе трипеснца на повечерии после Антипасхи до Пятидесятницы,
4. на утрени в субботы: Мясопустную[4], Сырную[5] и Троицкую родительскую[6].

В остальных случаях после первой песни сразу поется третья.

## Третья песнь
1 Цар. 2:1–10 в Псалтири имеет название: «А́нны ма́тере Самуи́ла проро́ка. Бо́га почита́ет непло́ды ражда́ющая стра́нно. Свя́т еси́, Го́споди, и Тя́ пое́т ду́х мо́й.»
В Библии повествуется, что Анна это одна из двух жен еврея по имени Елкана. В отличие от другой жены Елканы — Феннаны, имевшей детей, Анна долго была бесплодной и находилась в поношении от людей. После долгой и усердной молитвы Анне Бог наконец даровал ребёнка, в её чреве был зачат будущий великий пророк Самуил. В благодарность за испрошенного у Бога, зачатого младенца Анна принесла благодарственную молитву, которая впоследствии вошла в богослужение Православной церкви.
Согласно толкованиям блаженного Августина эта песнь содержит пророчества о Христе. Имя самой Анны, переводимое как «благодать», прообразу́ет Христианскую веру, сам град Божий, которой гордые лишаются, и потому падают, а смиренные исполняются, и потому восстают. Анна находилась в поругании от людей и ждала спасение от Бога через чадородие, в Ветхом Завете люди находились в поругании от диавола и ждали Спасителя — Мессию. Если Анна родила Самуила и ещё четырёх детей, то во Христе церковь родит многочисленное потомство. Дополняя толкование Августина блаженный Феодорит объясняет слова пророчества Анны:

Сказанное ею: «Госпо́дь не́мощна сотвори́ сопоста́та Его́» (1Цар.2:10), предвещает низложение диавола; а слова: «Госпо́дь взы́де на небеса́ и возгреме́» (1Цар.2:10), предрекают вознесение нашего Спасителя, сошествие Всесвятого Духа и велегла́сие Апостольской проповеди. Она предсказывает и второе пришествие Владыки Христа. Ибо говорит: «То́й су́дит конце́м земли́, пра́веден Сы́й» (1Цар.2:10), предсказывает и соделавшихся предками Его по плоти и царствовавших от Давида до пленения. Ибо говорит: «и да́ст кре́пость царе́м на́шым» (1Цар.2:10). Объясняя же причину, по которой пользовались они Божиим промышлением, присовокупляет: «и вознесе́т ро́г Христа́ своего́» (1Цар.2:10)

## Четвёртая песнь
Авв. 3:1–19 в Псалтири имеет название: «Слова́ истоща́ние Авваку́м сказу́ет. Сла́ва си́ле Твое́й, Го́споди.»
Пророк Аввакум это один из двенадцати малых пророков, который проповедовал еврейскому народу. Его пророчества находятся в «Книге пророка Аввакума». Четвёртая пророческая песнь это третья глава этой книги. В Библии это песнь подписана как «Молитва Аввакума, пророка, для пения».
Молитва Аввакума была понята в Православной церкви как пророчество о пришествии в мир Иисуса Христа. Кирилл Александрийский и Феодорит Кирский одинаково истолковали следующие выражения: «Бо́г от ю́га прии́детъ» — как пророчество о том, что Христос родится в Вифлееме (Вифлеем находится на юге от Иерусалима); «я́ко вся́деши на ко́ни твоя́, и яжде́ніе твое́ спасе́ніе.» — как пророчество о том, что Бог Слово «сядет» на апостолы, как на кони и через них принесёт своё Евангельское учение о спасении. Позднее гимнографы (Косма Маюмский и Иоанн Дамаскин) истолковали выражение: «и святы́й из горы́ приосене́нныя ча́щи» — как рождение Иисуса от Богородицы (гора это Дева Мария).

## Пятая песнь
Ис. 26:9–19 в Псалтири имеет название: «Иса́ии прорече́ние, моли́тва вя́щши: Го́споди, Бо́же на́ш, ми́р да́ждь на́м.»
Пророк Исайя один самых почитаемых пророков в Православной церкви, его пророчества по свидетельству отцов Церкви больше чем других пророков свидетельствуют о Христе, его даже называют «ветхозаветный евангелист». Одним из таких пророчеств является и данная песнь, по толкованию Феодорита Кирского 9 и 11 стихи это пророчества о первом пришествии Иисуса Христа; а по толкованию Иакова Низибийского и Иоанна Дамаскина 19-й стих этой песни: «Воскре́снут ме́ртвіи и воста́нут и́же во гробе́х, и возра́дуются и́же на земли́» — это пророчество о втором пришествии Иисуса Христа и о всеобщем воскресение из мёртвых.

## Шестая песнь
Ион. 2:3–10 в Псалтири имеет название: «Я́ко проро́ка Ио́ну спаси́ на́с, Го́споди. Моли́тва Ионы́ пророка. От зве́ря воззва́ Ио́на, глаго́ля:»
Пророк Иона должен был проповедовать, по повелению Бога, покаяние жителям города Ниневии, но вместо этого сел на корабль и отплыл в ином направлении. За это Бог навел страшную бурю на море и кораблю грозила гибель. Испугавшись смерти, мореплаватели бросили жребий для того, чтобы узнать из-за кого из бывших на корабле, с ними приключилась беда. Жребий пал на Иону, а последний покаялся в своём согрешении — нарушении воли Бога. После чего его выбросили за борт корабля, после чего он не утонул, а был проглочен китом, во чреве которого находился три дня и три ночи, там Иона усердно молился Богу. После чего кит по воли Бога изблевал Иону на берег. Молитва Ионы в во чреве кита это шестая пророческая песнь.
В толковании Церкви, например Кирилла Александрийского, трехдневное пребывание пророка Ионы во чреве кита и чудесное спасение его было прообразом трехдневной смерти и воскресения Христа Спасителя.

## Седьмая и восьмая песнь
Дан. 3:26–56 — седьмая песнь в Псалтири имеет название: «Хва́ла пла́мень угаша́ет тре́х ю́нош. Моли́тва святы́х трие́х отроко́в. Оте́ц и на́ш Бо́же, благослове́н еси́.»
Дан. 3:57–88 — восьмая песнь в Псалтири имеет название: «Влады́ку воспо́й созда́нных естество́. Го́спода по́йте дела́, и превозноси́те во́ вся́ ве́ки.»
Третья глава «Книги пророка Даниила» повествует о том, как царь Навуходоносор II соорудил истукана-идола, которому по его команде все подданные должны были кланяться. Еврейские отроки (юноши) Анания, Азария и Мисаил чтили истинного Бога и кумирам не служили, по этой причине они отказались поклониться идолу. Разгневанный царь велел соорудить огромную огненную пещь и сжечь в ней отроков, что и сделали халдеи. Но отроки, сохраняемые Богом не сгорели в пещи, произошло чудо — Бог послал прохладу для отроков и в пещь с небес сошел ангел, который был вместе с ними. Вместо криков отроков, мучимых в пещи огнём, Новуходоносор услышал пение отроков и увидел ангела с ними. Песнь, которую пели три отрока в огненной печи, была разделена на две части и стала седьмой и восьмой песнями Псалтыри.
В толковании Иеронима Стридонского: ангел, который спустился в пещь и спас трех отроков это прообраз Христа, который сошёл в ад и спас от вечной смерти, томящиеся там души праведников. В гимнографии Косма Маюмский и Иоанн Дамаскин увидели в нахождении отроков в огне, который их не опалил, прообраз утробы Богородицы, в которую вселился Христос-Бог (огонь) и не опалил Деву Марию.

## Девятая песнь
Девятая песнь взята, в отличие от восьми предыдущих песен, из Нового Завета, из Евангелия от Луки; она состоит из двух частей или из двух песен двух разных людей: Девы Марии и первосвященника Захарии, отца Иоанна Предтечи.
Первая часть: Лк. 1:46–55 в Псалтири имеет название: «Пе́снь Богоро́дицы, о́т Луки́ свята́го Ева́нгелия. Сы́на пое́т и Бо́га Ма́терь Отрокови́ца. Богоро́дицу в пе́снех велича́ем.»
Согласно Евангелию от Луки Дева Мария, после Благовещения, будучи беременной Иисусом, отправилась в Горнее в дом Захарии, к его жене Елисавете, также беременной Иоанном Предтечей. Когда Елисавета увидела Марию, то младенец во чреве её запрыгал от радости, а Елисавета произнесла пророчество: «И откуда это мне, что пришла Матерь Господа моего ко мне? Ибо когда голос приветствия Твоего дошел до слуха моего, взыграл младенец радостно во чреве моем. И блаженна Уверовавшая, потому что совершится сказанное Ей от Господа.» Мария отвечала Елисавете пророческими словами: «Вели́чит душа́ моя́ Го́спода…» Ответ Девы Марии — это есть первая часть девятой песни.
Вторая часть: Лк. 1:68–79 в Псалтири имеет название: «Заха́рия благословля́ет отроча́те рожде́ние. Моли́тва Заха́рии, отца́ Предоте́чева.»
В Евангелии рассказывается о праведных супругах: иереи Захарии и Елисавете, они были уже преклонного возраста и не имели детей. Во время чреды священнослужения Захарии, когда он вошел кадить алтарь, ему явился ангел Господень Гавриил. Ангел принес Захарии от Бога известие о том, что его жена зачнёт и родит сына и великого будущего пророка, которого назовут Иоанн, и который многих своей проповедью приведет к Богу. Захария засомневался в этом известии, за это неверие Гавриил наградил Захарию немотой до рождения сына. Захария вышел из алтаря и ничего не мог сказать людям, люди поняли, что у Захарии было божественное видение. После этого откровения Елисавета забеременела и через девять месяцев родился сын у супругов — пророк Иоанн Предтеча. Захарию стали спрашивать о том, как назвать ребёнка. Захария попросил дощечку и написал на ней: «Иоанн», после этого немота исчезла и он произнес благословение-пророчество сыну, которое начинается словами: «Благослове́н Госпо́дь Бо́г Изра́илев, я́ко посети́ и сотвори́ избавле́ніе лю́дем свои́м…», это благословение и является второй частью девятой песни.
Феофилакт Болгарский объясняет слова Девы Марии как пророческое описание грядущих дел Иисуса Христа; он же, толкуя слова Захарии, говорит о том, что в них описано будущее служение Иоанна перед Иисусом Христом.

## Использование Библейских песен в богослужении Православной церкви
Согласно Уставу, отдельные стихи Библейских песен должны петься хором перед произнесением почти каждого тропаря канона Утрени, кроме периода Страстной и Светлой седмиц. В Ирмологии приводится три варианта раскладки Библейских песен с пометками:
- для вседне́вного богослужения: «Го́сподеви пое́м…»[21],
- для праздничного: «Пое́м Го́сподеви…»,
- для Четыредеся́тницы: «Пои́м Го́сподеви…»[22]. Песни стихословятся полностью только те, в которых есть трипеснцы Триоди, из остальных песен поются/произносятся в качестве припевов к тропарям канона Минеи только последние два стиха.

Помимо этого ирмосы канонов — это перефразирования Библейских песен, поэтому в любом богослужении, где поётся канон, звучат фразы из песен Священного Писания.
Некоторые Библейские песни читаются ещё в качестве паремий, в частности на Великих (царских) часах. Кроме этого, отдельные стихи из этих песен используются как проки́мены и припевы к стихирам.